# بيليه (ألبوم)
بيليه هو ألبوم عام 1977 للملحن والموزع البرازيلي سيرجيو مينديز ولاعب كرة القدم البرازيلي بيليه. كانت الموسيقى التصويرية لفيلم وثائقي عن حياة بيليه. كان الألبوم أول ظهور لبيليه كمغني وكاتب أغاني.

## وصلات خارجية
- General Aspects of Brazilian Sports Law and Its Daily Applicability نسخة محفوظة 20 مايو 2009 على موقع واي باك مشين. Written 2002 by Luiz Roberto Martins Castro